# کوئه‌نوسوکوس
کوئه‌نوسوکوس (نام علمی: Kuehneosuchus) نام یک سرده از تیره کوئه‌نوخزندگان است.